# Museo de la barca de Keops
El Museo de la barca de Keops fue un museo construido alrededor de 1985. Estaba dedicado a la exhibición de la restaurada barca funeraria de Keops.
El museo fue desmantelado tras el traslado del navío en agosto de 2021 al Gran Museo Egipcio, donde compartirá espacio con una segunda barca de Keops que permaneció enterrada hasta 2012.

## Ubicación
El museo fue construido en las adyacencias de la cara sur de la Gran Pirámide de Keops a unos pocos metros de donde fue encontrada la barca funeraria de este faraón. Fue equipado con la tecnología necesaria para preservar la barca solar que alberga. Constaba de tres pisos para permitir la vista de la misma desde tres diferentes niveles. En su planta baja se pudo apreciar el fondo de la barca.

## Objetos exhibidos
- La barca de Keops restaurada (la barca fue totalmente reensamblada en 1968).[2][3] Originalmente, había sido desarmada en 1224 pequeñas piezas y luego enterrada en un pozo adyacente a la Gran Pirámide como parte del ritual funerario de Keops.
- Maqueta de la barca funeraria.
- Fotos del descubrimiento y reensamblado de la barca.

## Galería

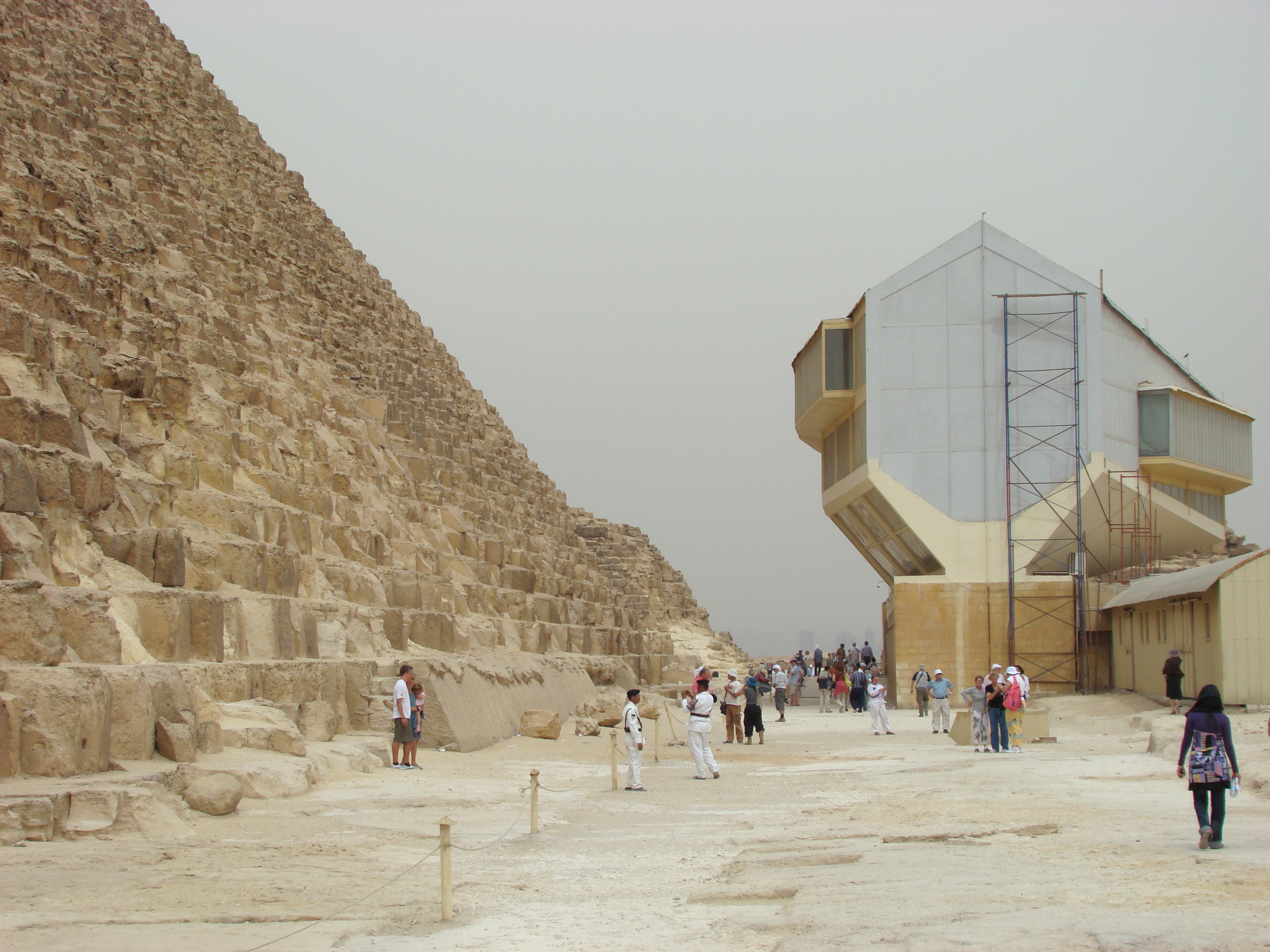
Exteriores del museo
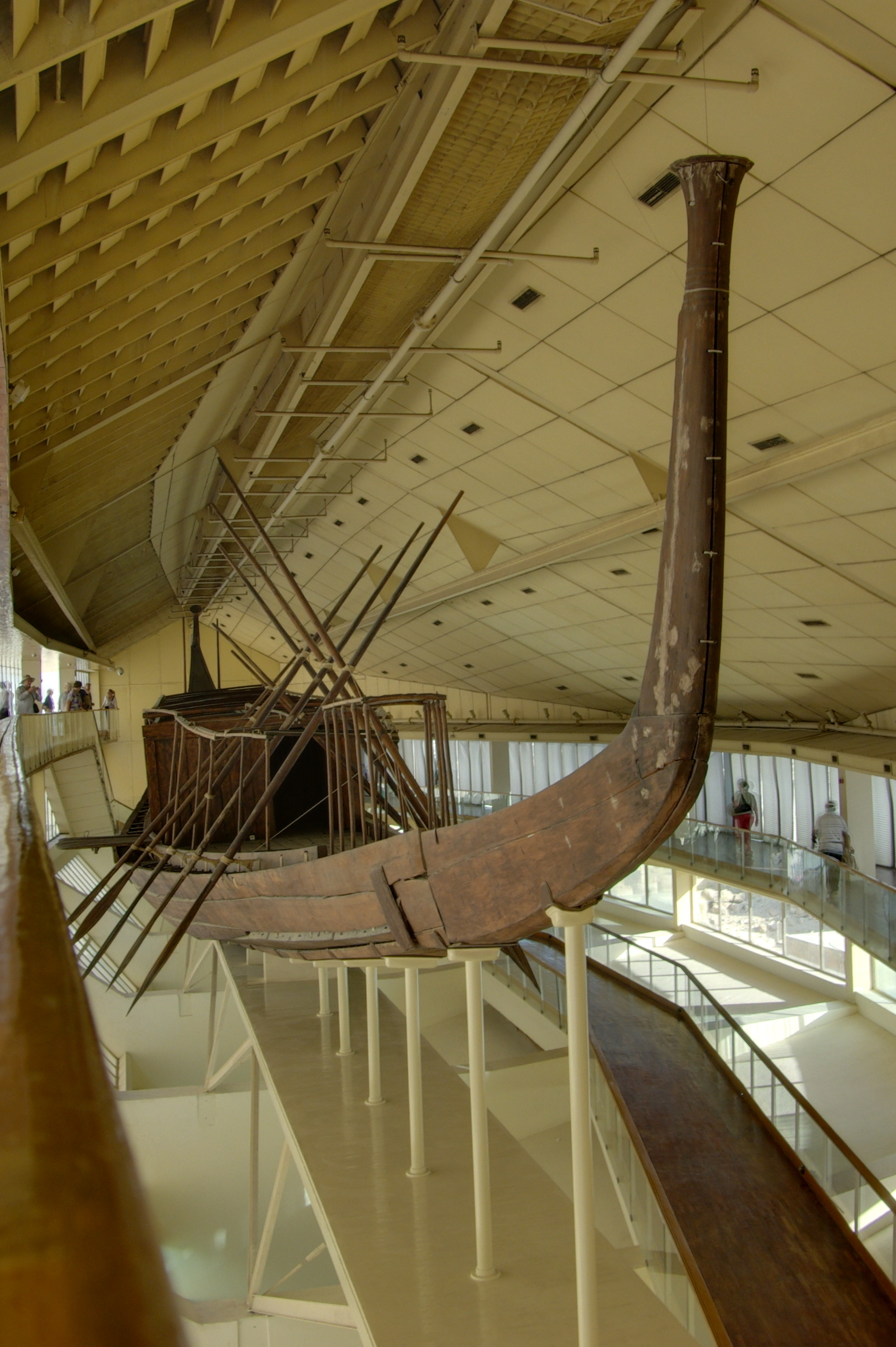
La barca funeraria en el interior del museo
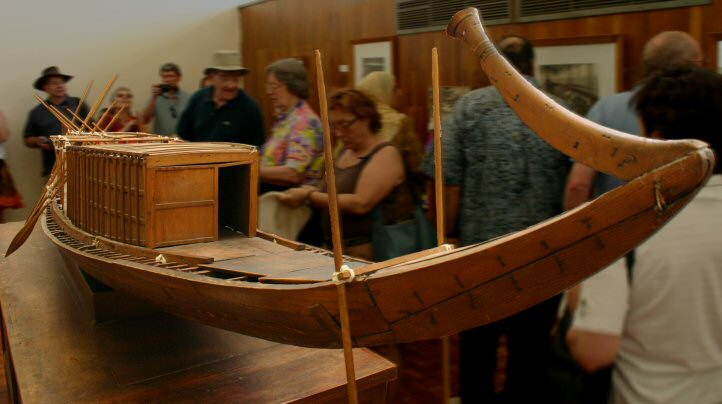
Maqueta de la barca
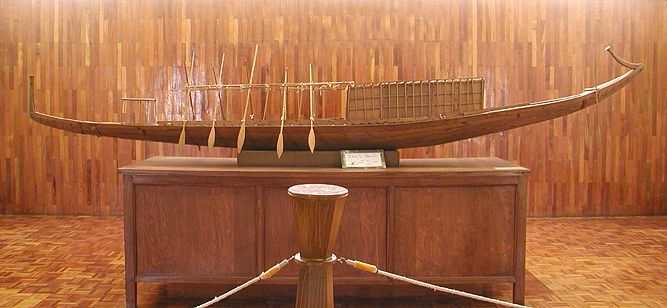
Modelo moderno de una barca solar en exhibición